# 긴키 지방
긴키 지방(일본어: 近畿地方) 또는 간사이 지방(일본어: 関西地方)은 혼슈 중서부에 위치한 일본의 지방이다. 근대 이후 일본의 행정구역은 도도부현 체계로 정비되었으나 과거 기나이(畿內)로 불리던 지역을 통틀어 관습적으로 긴키 지방이라 부른다. 기(畿)는 동아시아에서 수도에서 가까운 지역을 가리키는 용어로, 대한민국의 경기도나 중국, 베트남 등에서 쓰인 옛지명인 기전(畿甸), 왕기(王畿) 등도 같은 의미를 지닌다. 메이지 유신이후 도쿄로 옮기기 전까지 교토가 오랫동안 일본의 수도였기 때문에 이를 중심으로한 주변 지역을 기나이로 불러왔다. 한국어에서도 서울로 향하는 것을 상경(上京)으로 표현하듯이 일본어에서도 긴키를 다른 지역보다 위에 두어 가미카타(上方, 윗쪽)라 표현하기도 하였다. 긴키 대학, 긴키 닛폰 철도 등이 긴키를 명칭으로 사용하고 있다.
관습적인 명칭이기 때문에 구분에 따라 일부 지방이 빠지기도 하고 들어가기도 한다. 일본의 여러 백과사전 등에서는 오사카부, 교토부, 효고현, 나라현, 와카야마현, 시가현, 미에현의 2부5현을 긴키 지방으로 설명하는 것이 일반적이나 일부 경우에는 미에현이 빠지기도 하고 후쿠이현이나 도쿠시마현을 포함시키는 경우도 있다. 주요 도시로는 오사카시, 교토시, 고베시 등으로 서로 인접한 이들 도시가 하나의 생활권으로 묶여 게이한신 대도시권으로 불린다. 일본의 야구팀 한신 타이거스는 니시노미야시에 홈구장이 있지만 오사카와 고베에서 한(阪)과 신(神) 한글자씩을 따서 팀 이름으로 삼고 있다.
한편 혼슈의 서부와 동부를 나누는 주요 관문이었던 산겐(三関)을 기준으로 그 동쪽을 간토(関東) 그 서쪽을 간사이(関西)로 구분하여 왔으며 이에 따라 도쿄를 중심으로 한 지역은 흔히 간토, 그리고 긴키 지역은 흔히 간사이 지방으로 불리기도 한다.

## 지리
긴키 지방은 일본의 중서부에 위치하고 있다. 일본 최대의 단층선인 주오 구조선과 혼슈를 동서로 양분하는 주오 구조대의 서쪽 끝인 이토이가와-시즈오카 구조선이 지난다. 긴키 지방은 동서 모두 높은 산맥으로 둘러쌓여 있다. 동쪽은 흔히 일본의 알프스로 불리는 히다산맥, 기소산맥 등이 높이 솟아 있고, 서쪽은 주고쿠 산지에서 이어지는 단파 고지, 롯코산 등이 놓여있다. 그 사이로 평야나 분지들이 자리잡고 있다. 가장 넓은 곳은 오사카 평야이고 남서쪽 오사카만을 통해 세토 내해와 연결된다. 이러한 지형은 필리핀해판의 북부가 유라시아판 밑으로 침강하며 이루어진 신생대 제4기의 판구조 운동에 의한 것이다.
긴키 지방의 주요 도시들은 산지들 사이에 형성된 평야와 분지에 터를 잡고 있다. 긴키 지방에서 가장 넓은 평야는 오사카 평야로 오사카부가 위치해 있고, 나라 분지의 나라현, 고베 분지의 고베시 등이 자리잡고 있다. 교토부는 야마시나 분지를 중심으로 발전하였다. 일본의 광역 행정구역은 도도부현로 각 광역 자치단체 아래 다시 인구에 따라 시와 정을 구분하고 있고, 도시의 경우 인구 수나 중요도 등을 고려하여 정령지정도시, 중핵시, 특례시 등을 구분한다. 긴키 지방에는 다음과 같은 도시들이 있다.
시가현의 비와호는 일본 최대의 호수이다. 주변 산지로부터 흘러내린 물이 비와호에 모이고 요도강을 따라 오사카만으로 흐른다.

## 기후
일본의 기후는 전반적으로 온대 습윤 기후에 해당한다. 긴키 지방을 포함한 혼슈는 중앙에 높은 산지가 있고 남쪽으로 북태평양, 북쪽으로 동해와 맞닿아 있기 때문에 남북의 두 해안이 서로 다른 기후를 보인다. 동해 쪽인 북쪽은 겨울에 눈이 많은 기후를, 태평양과 닿는 남쪽은 온난 다습하고 장마가 길게 이어지는 기후를 보이며, 중앙의 산지는 고산지대의 특징으로 고산 기후를 보인다.
동해에 인접해 있는 효고현의 도요와카시의 경우 여름에 주고쿠산지를 넘어 불어오는 남풍의 푄 현상으로 연일 몹시 더운 날씨가 계속되는 반면 겨울에는 몹시 춥다. 긴키 북부의 겨울은 북서쪽에서 불어오는 계절풍의 영향으로 영하로 내려가는 날이 많고 눈도 많이 내린다. 효고현 북부와 도쿄부 북부 그리고 시가현 북부의 대부분이 겨울 내내 눈이 쌓이는 호설지대이다. 시가현의 나가하마시 최북단인 요고정이 특히 눈이 많이 쌓인다. 마이바라시는 1927년 2월 14일 1,182 cm의 적설량을 보여 기네스북에 기록되기도 하였다. 이 기록은 나중에 홋가이도에 15 m 가량의 눈이 쌓여 깨졌다.
기이산지는 여름에도 선선한 기온을 보여 피서지로 꼽힌다. 이를 비롯하여 중앙 산지의 여러 지역은 여름에도 서늘하고 겨울에 몹시 추운 기후를 보인다. 긴키 지방 남부의 기후는 북태평양에서 일본 열도를 따라 흐르는 쿠로시오 해류의 영향을 받아 온난 다습한 특성을 보인다.

## 역사

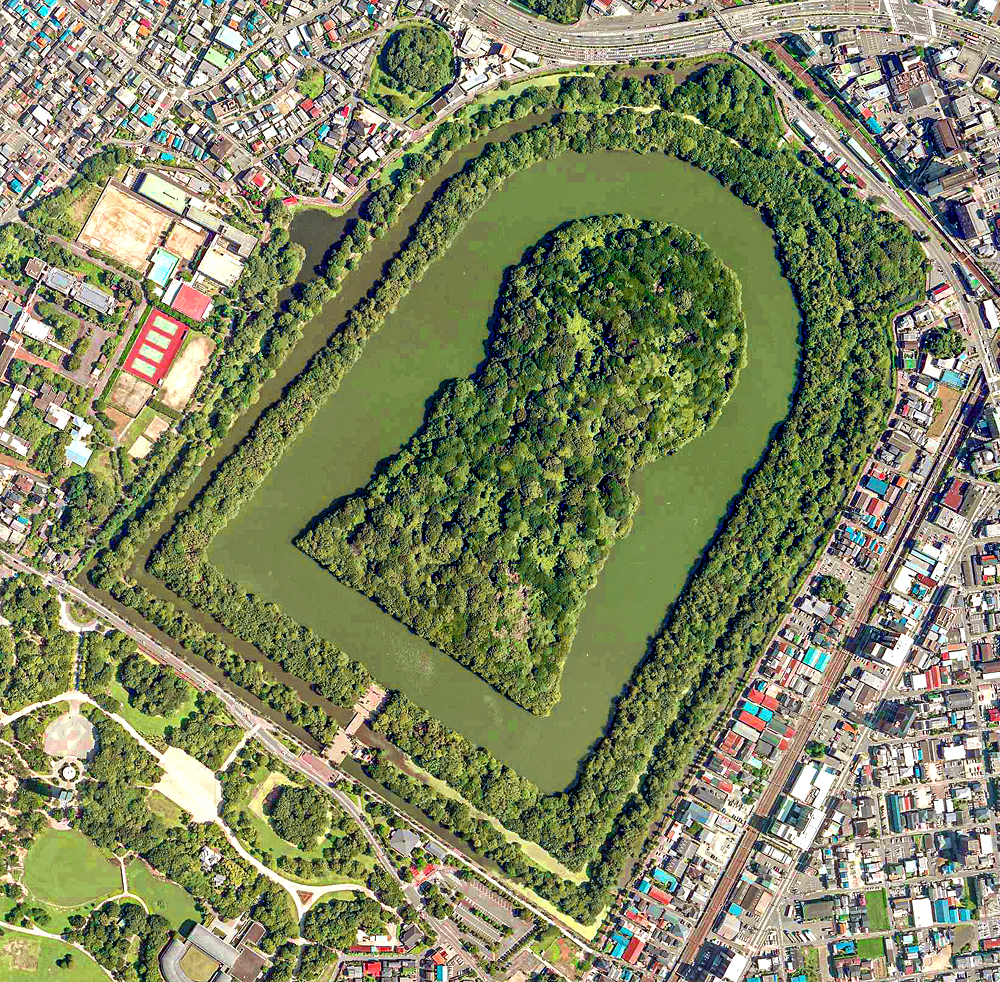
다이센릉 고분, 일본 고대 왕릉의 특징인 전방후원분의 모습을 보인다.

상고 및 고대 시기 일본은 1백여 곳이 넘는 여러 구니(國)로 이루어져 있었다. 중국의 사서인 한서에는 기원 전후 시기 일본에 약 1백여 개의 국이 있었다고기록하고 있다. 이 지역에 독자적인 정치 세력이 형성된 것은 야요이 시대로 당시 만들어진 무덤들이 유적으로 남아있다. 야요이 후기 나라 분지 동남쪽에 조성된 마키무쿠 유적은 당시 이 곳에 대규모 읍락이 형성되었음을 보여준다. 마키무쿠 유적에서는 일본 전역에서 들여 온 각종 토기들이 대량 출토되어 야요이 시대 1백여 곳이 넘는 여러 왜국의 중심지 가운데 하나였을 것이다.
3세기 무렵 야마토 정권이 수립되면서 긴키 지방은 일본의 정치적 중심지로 성장하기 시직하였다. 오늘날의 나라현 부근에 있었던 야마토는 다이센릉 고분과 같은 대형 고분을 만들었고 이런 특징 때문에 흔히 고분 시대로 불린다. 당시 조성된 전방후원분은 일본의 고대 시기에 만들어진 독특한 형태의 무덤이다. 스스로를 오키미(大王, 대왕)으로 칭하였던 "왜의 수장"인 야마토 정권은 여러 구니들의 왕에게 씨성을 하사하고 이들을 관료로 포섭하면서 형성된 연합국가였다.:31-33 야마토 정권의 닌토쿠 천황이 오늘날 오사카에 위치한 나다와를 수도로 삼았다. 오사카에는 닌토쿠 천황을 기리는 고즈구(高津宮. 고진궁) 신사가 있다.
전방후원분을 특징으로 하는 고분시대는 불교의 수용을 둘러싼 전쟁으로 막을 내렸다. 불교 도입을 주장한 유력 호족 소가씨의 소가노 우마코가 전쟁에서 승리하여 조카딸인 스이코 천황이 즉위하고 외손자 쇼토쿠 태자를 섭정으로 두었다.:36 쇼토쿠 태자는 법령을 마련하고 관복을 정비하는 한편 오늘날 나라현에 있던 아스카쿄로 수도를 옮겼다. 이로서 일본은 아스카 시대에 접어들었다.:39-40
아스카 시대는 여전히 소가씨를 비롯한 호족이 강력한 영향을 발휘하였다. 텐무 천황 시기 천황을 중심으로 한 왕족은 소가씨를 숙청하고 율령제를 정비하여 왕권을 강화하였다. 이로서 일본의 구니는 명목상 천황이 지배를 받는 지방 정권인 율령국이 되었다.:72 아스카 시대 일본의 율령제는 여러 차례 개정을 거듭하여 수도 인근의 기나이와 도카이도, 산인도와 같은 지방의 7도를 구분하는 오기칠도 체제로 개편되었다.:90 이로서 긴키지방의 전신인 기나이의 다섯 구니가 정립되었다. 각각의 구니는 중앙에서 파견된 고쿠시가 통치하였다. 율령의 반포와 함께 일본의 통치자는 텐노(天皇, 천황)으로 불리게 되었다. 기나이에 속하는 다섯 구니는 아래와 같다.
- 야마시로국(山城国) - 지금의 교토시를 포함한 교토부 남부
- 야마토국(大和国) - 지금의 나라현
- 가와치국(河内国) - 지금의 오사카부 남동부
- 이즈미국(和泉国) - 지금의 오사카부 남서부
- 셋쓰국(摂津国) - 지금의 오사카시를 포함한 오사카부 북부와 효고현 일부.

710년 수도를 지금의 나라현에 있는 헤이조쿄로 옮기면서 나라 시대가 시작되었다. 나라 시대는 불교가 보편화되고 귀족 문화가 발달하였으나 황족간의 권력 투쟁과 동쪽의 에미시와 전쟁 등으로 불안정한 시기이기도 하였다. 794년 간무 천황은 지금의 교토인 헤이안쿄로 수도를 옮겨 헤이안 시대가 시작되었다. 헤이안쿄는 당나라의 장안을 본떠 동서남북으로 직교하는 도로를 둔 계획도시였다. 헤이안 시대의 강력한 귀족은 후지와라씨로 점차 조정의 권력을 독점하게 되었다. 이로서 일본의 중앙 정부는 지방에 대한 통제가 약화되기 시작하였고 무사가 새로운 권력 집단으로 떠오르게 되었다.:82-87

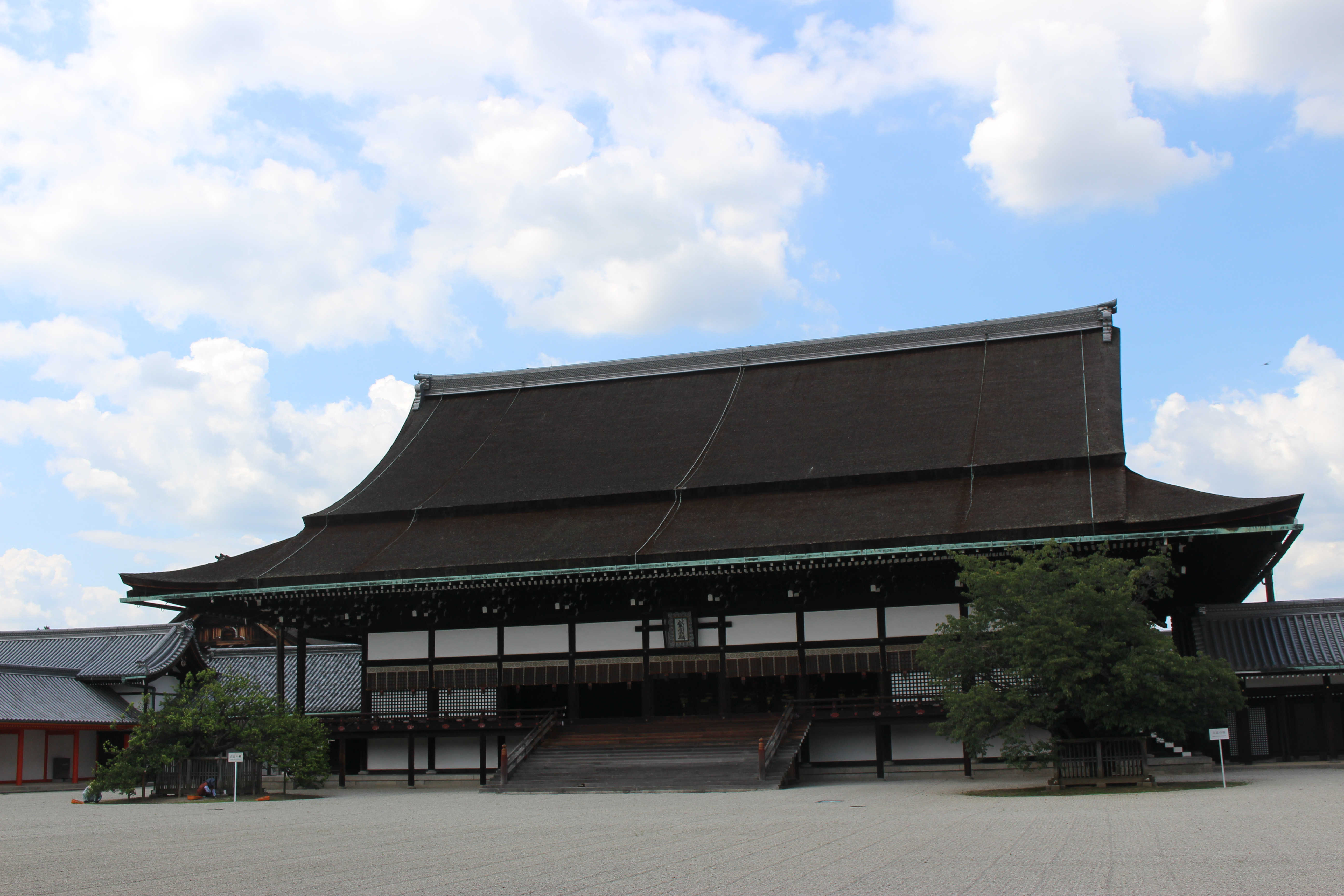
교토 어소의 자신전. 교토는 약 1천2백여 년간 일본의 수도였다.

에미시와의 전쟁 때문에 임명되었던 정이대장군이 결국 막부를 세우고 정치의 중심에 서게 되어 이후 천황은 상징적 위치에 머무르고 실질적 통치는 막부를 통해 이루어지게 된다. 12세기 말 일본의 첫 무가정권인 가마쿠라 막부가 수립되었다. 막부 수립 이후에도 도쿄는 여전히 천황이 머무르는 수도였으며 긴키 지방 역시 여느 지방과 다른 특별한 지역으로 여겨졌다. 이후 무로마치 막부 말기에 이르러 일본 각지에서 센고쿠 다이묘들이 서로 상쟁하는 센고쿠 시대를 거치는 동안 기나이과 긴고쿠 지방은 호소카와씨, 하타케야마씨, 아시카가씨 등이 통치하였다. 센고쿠 말기 도요토미 히데요시는 일본을 평정하고 오사카성을 본거지로 두었다. 원래의 성은 훗날 도쿠가와 이에야스와 전쟁 와중에 소실되었고 현재의 오사카성은 에도 시대에 다시 지어진 것이다.
에도 시대가 되어 일본은 오랜 내전을 끝내고 평화로운 시대를 맞았다. 정치의 중심은 도쿠가와 막부가 있는 에도로 이동되었으나 드넓은 오사카 평야를 기반으로 한 오사카는 세토 내해를 통한 해상 상업이 발달하면서 상업 중심 도시가 되었다. 특히 쌀을 비롯한 식료품이 오사카에 집결하였기 때문에 오사카는 "천하의 부엌"이란 별칭을 얻었다. 상업이 발달하면서 오사카는 가부키와 같은 문화 예술을 꽃피울 수 있었다. 메이지 유신으로 근대화가 진행되면서 오사카는 한 때 상업 중심지의 위상을 잃기도 하였으나 이후 중화학공업을 비롯한 공업 중심 도시로 발전하게 된다. 오사카는 오늘날에도 도쿄, 요코하마에 이은 인구 순위 3위의 도시이다.
메이지 유신으로 천황의 거소를 도쿄로 옮기게 되면서 교토는 오랜 기간 유지하였던 수도로서의 지위를 잃게 되었다. 그러나 교토는 1천2백년 이상의 기간 동안 일본의 수도였다는 문화적 자부심이 강한 도시로 오늘날에도 풍부한 문화재와 유적들이 즐비하여 대표적인 관광 도시로 꼽힌다. 태평양전쟁 시기 오사카와 고베가 폭격으로 전소되는 동안에도 미국은 교토에 대한 공습을 자재하였는데, 이 때문에 교토의 오랜 문화 유적들이 전쟁의 참화를 피할 수 있었다.

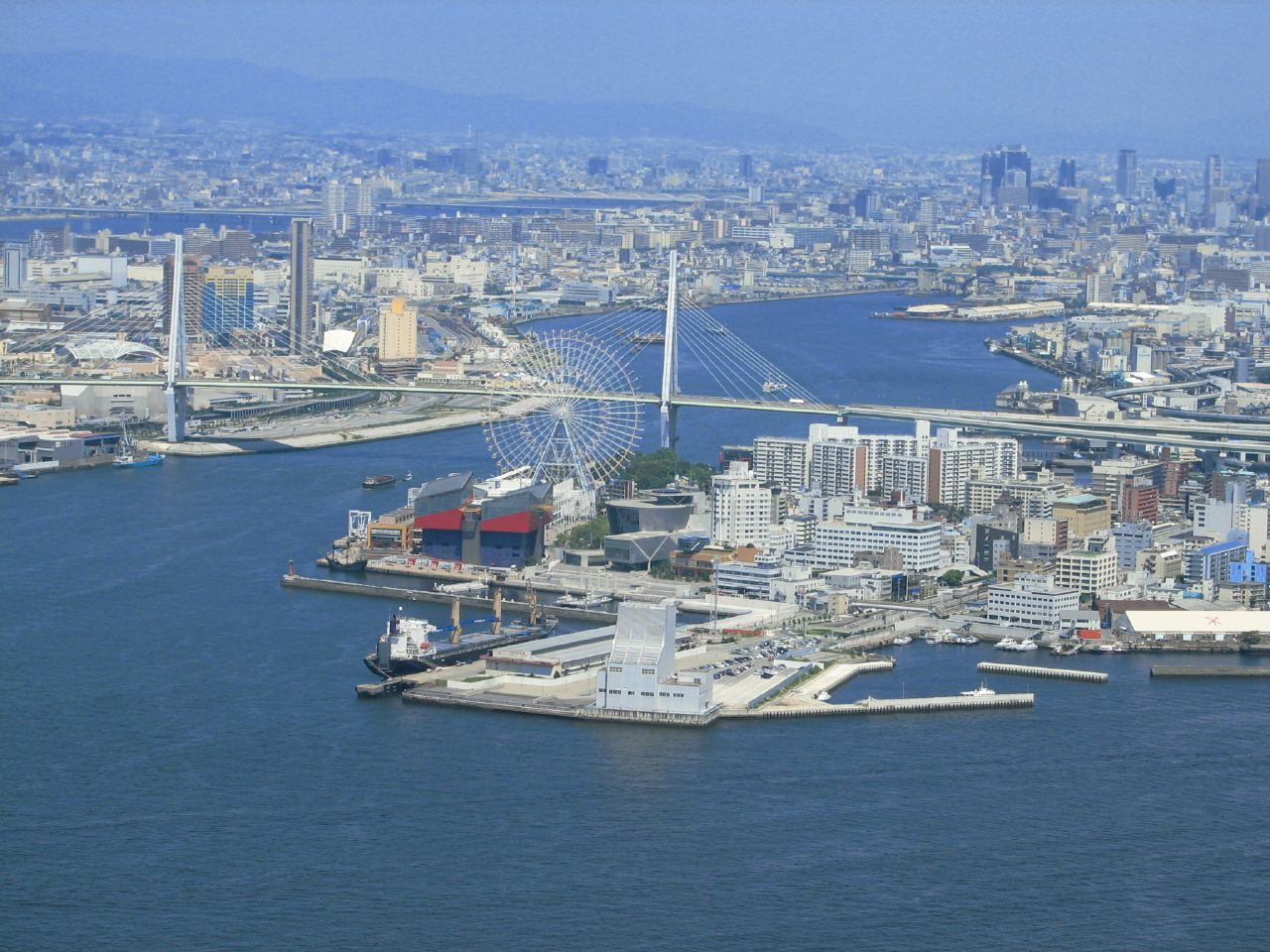
오사카항은 일본 공업의 핵심 관문이다.

1960년대에서 1980년대 사이의 일본 고도성장기에 긴키 지방은 게이한신으로 불리는 광역대도시권으로 성장하였다. 그러나 1980년대 말부터 일본의 탈공업화가 진행되면서 인구가 도쿄로 집중되는 도쿄 일극 집중 현상이 일어나자 게이한신 대도시권은 경제 기반이 침하되기 시작하였다. 1995년 있었던 한신·아와지 대진재는 그렇지 않아도 침체되어 가던 긴키 지방의 경제에 막대한 타격을 주었다. 2000년대 이후 오사카는 "중졸과 공장의 도시"라는 이미지에서 벗어나 고부가가치 산업을 유치하기 위해 노력하고 있다.

## 문화
일본의 지방들은 저마다 독특한 문화적 특색을 보이며 긴키 지방 역시 오랜 역사와 함께하는 독자적인 문화들이 형성되어 왔다.
일본어의 방언은 크게 보아 동부 방언과 서부 방언 그리고 규슈 방언으로 구분할 수 있으며 기 가운데 긴키 지방의 방언은 서부 방언에 속한다. 교토와 오사카를 중심으로 하는 긴키 방언은 근대 이전 표준어로서의 지위를 갖고 있었지만 메이지 유신 이후 정치 경제의 중심이 도쿄로 옮겨지면서 현대 일본어의 공통어 역시 도쿄 중심의 것으로 형성되었다. 일본어는 특별히 지정한 표준어는 없으며 전국적으로 통용되는 것을 공통어라 표현한다. 흔히 간사이벤(関西弁, 간사이 방언)으로도 불리는 긴키 방언은 단어의 구성이나 억양, 조사의 활용 등에서 동부 방언과 차이를 보이며 일본의 드라나나 코미디 등에서 긴키 지방의 특색을 나타내는 기법으로 널리 사용되고 있다. 긴키 방언은 긴키 지방 내에서도 오사카와 교토 등 각 지역마다 세세한 차이를 보인다.
오랜 세월 일본의 수도였던 교토는 각종 문화와 공예, 문학 등의 중심지였다. 17 개의 유네스코 문화 유산이 등록되어 있고 2차 세계대전의 참화를 피해 근대 이전의 가옥들이 잘 보전된 전통 거리도 남아있다. 교토의 언어 특징으로는 상대방에게 우회적으로 의사를 전달하는 이른바 교토 화법이 거론된다. 예를 들어 찾아 온 손님에게 "차 한 잔 더 하시겠어요?"라고 묻는 것은 "이제 그만 일어나주세요"라는 뜻을 간접적으로 전하는 것이다. 일본의 대중 문화에서도 다른 지방 사람들은 알아듣기 어렵다는 이유로 종종 소개되는 교토 화법은 최근 부정적인 인식이 커졌다.

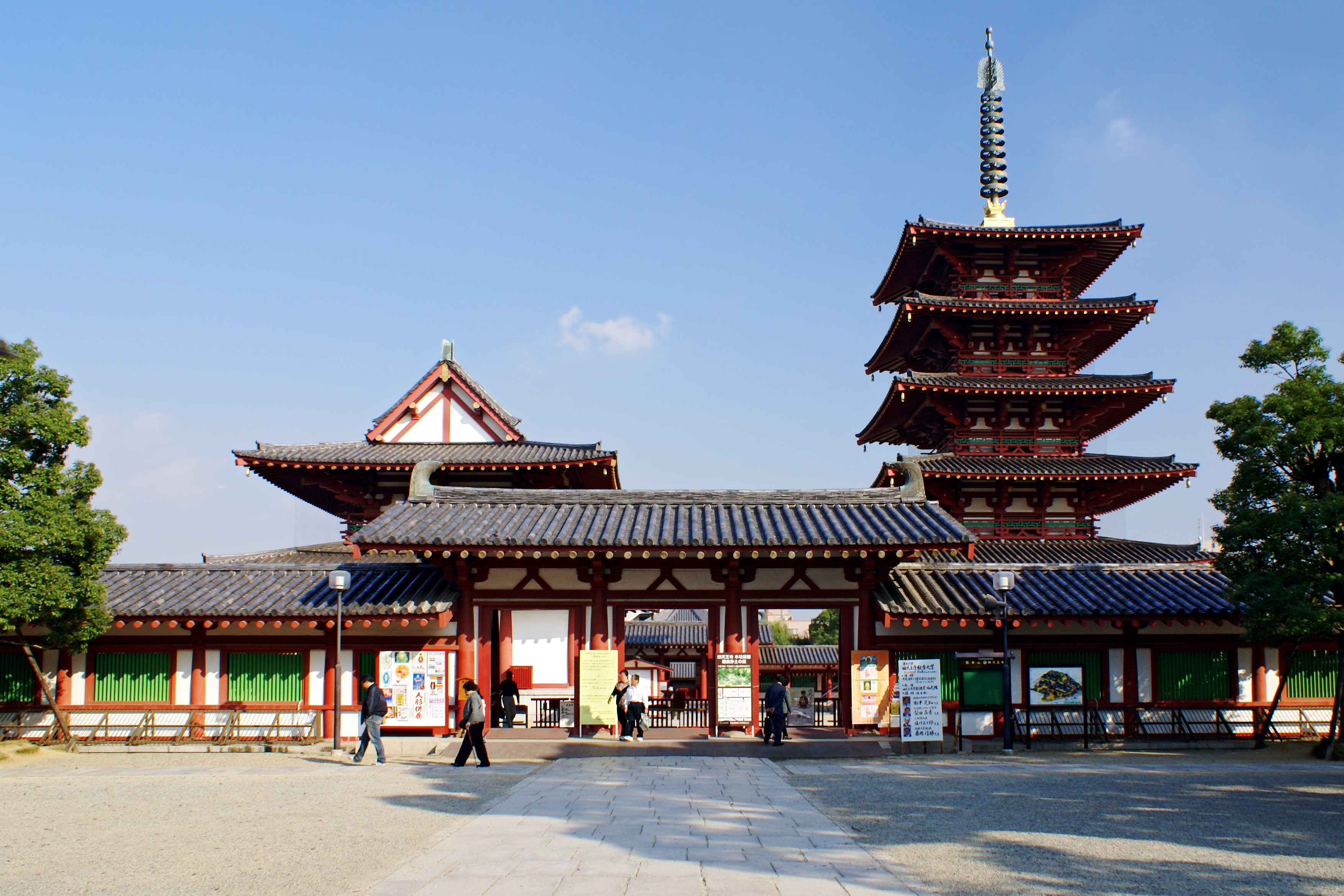
오사카의 시텐노지(四天王寺, 사천왕사)

오랫동안 상업 중심지였던 오사카는 특유의 짧게 줄여 쓰는 방언을 사용한다. 오사카는 에도 시대부터 각종 만담과 재담 공연이 유행하였고 현대에 들어서도 코미디 공연이 발달하였기 때문에 오사카 사람들은 재미있다는 통설이 자리잡게 되었다. 오사카의 상인들은 거래 상대와의 거리감을 줄이기 위해 재담을 즐겼는데 이것에 독특한 방언에 더해져 "만담의 도시"가 되었다. 오사카는 근대 이전 일본의 산물이 집약되던 상업 도시라는 자부심이 있다. 특히 쌀과 식재료가 모여들었는데 그 때문에 이름난 요리집을 돌아다니며 재산을 탕진한다는 의미인 "구이다오레"(食い倒れ)라는 말이 남아있다.
효고현 니시노미야시에 있는 한신 고시엔 구장은 해마다 일본의 고등학교 야구대회가 열린다. 1924년 개장하여 100주년을 맞은 고시엔 구장은 한신 타이거즈의 홈그라운드로 사용되고 있다.

## 교통

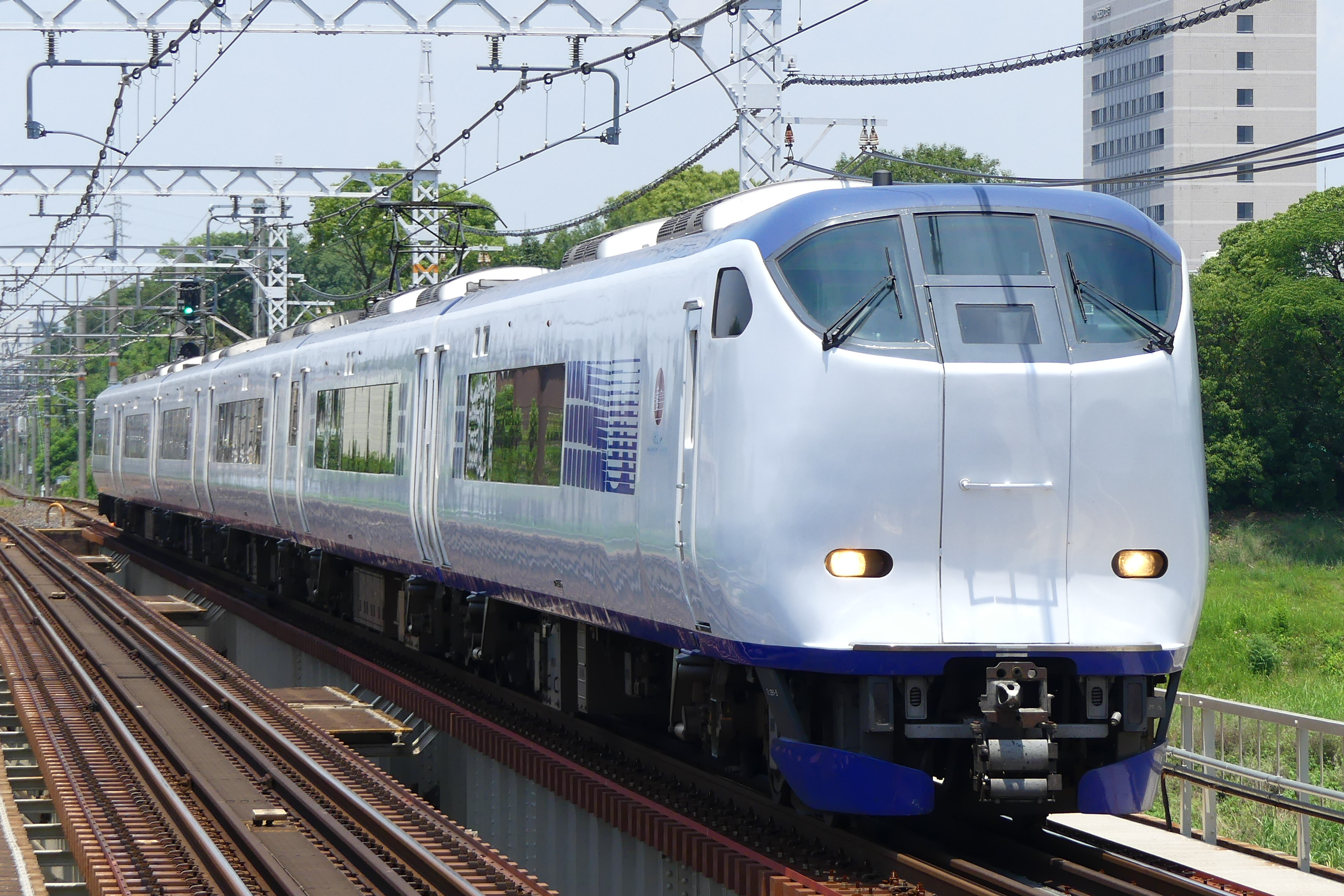
서일본 여객철도의 하루카

근대 이전 기나이는 전국의 도로가 모이는 곳이었다. 오기칠도는 지방을 나누는 기준이면서 동시에 각각의 도로가 놓은 교통로를 의미하기도 하였다. 일본 각지는 도카이도(東海道), 도산도(東山道), 호쿠리쿠도(北陸道), 산인도(山陰道), 산요도(山陽道), 난카이도(南海道), 사이카이도(西海道)로 구분되었으며 이들의 도로는 교토로 연결되었다.
근대 이후 일본은 철도를 부설하여 내륙 교통을 발전시켰다. 첫 철도는 1872년 도쿄와 오사카를 연결하는 도카이도에 놓였고 증기기관차로 시작한 기차 운행은 디젤기관차를 지나 전기기관차로 변화하였다. 1964년 개통한 고속철도인 신칸센 역시 도카이도를 처음으로 연결하였다. 일본의 철도는 민간 회사가 영리를 위해 운영하는 특징을 보이며 전국적으로 200여 곳이 넘는 철도회사가 있다. 긴키 지방의 철도 사업자로는 국영기업이었던 일본국유철도를 분할 민영화한 서일본 여객철도를 비롯하여 긴키 닛폰 철도, 한신 전기 철도, 한큐 전철, 게이한 전기 철도, 서일본 철도 등이 있다. 대도시인 오사카, 고베, 교토에는 지하철이 운행되고 있다. 오사카시 고속 전기궤도, 교토 시영 지하철, 고베 시영 지하철이 운행중이다.
현대에 들어 고속도로가 놓이게 되었다. 메이신 고속도로, 산신 고속도로와 같은 도로들이 있다. 항만으로는 오사카항과 고베항이 주요 항구이고, 공항으로는 간사이 국제공항, 오사카 국제공항, 고베 공항이 있다.

## 인구
2024년 일본 총무성 조사에 따른 긴기지방의 인구는 다음과 같다.

## 경제

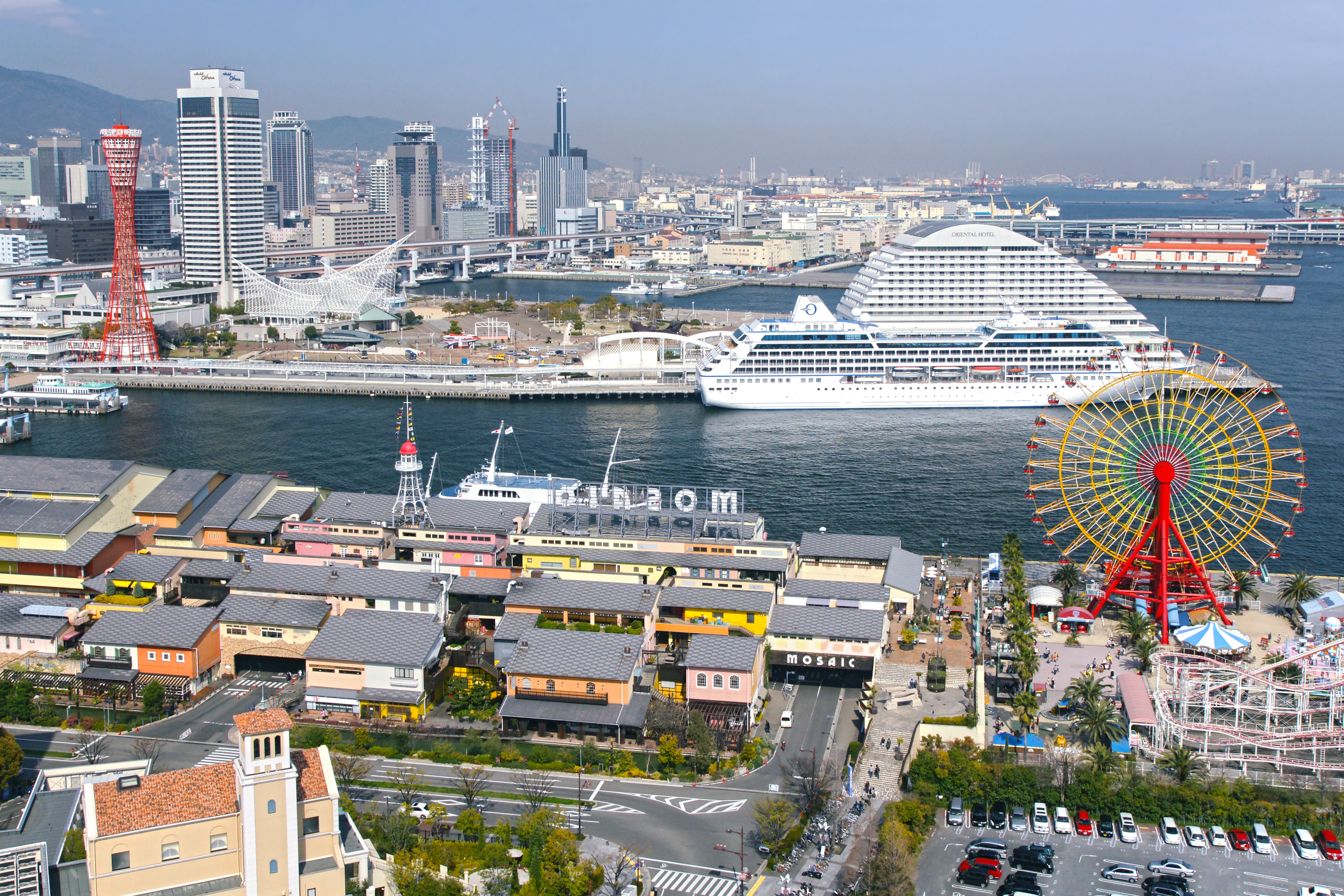
고베시의 모습

현대에 들어 일본은 국가 전체가 유기적인 산업 연결을 보이게 되었지만 똑같은 100 V의 전기라 하더라도 간토 지방은 50 Hz를 긴키 지방은 60 Hz를 사용할 정도로 기반 시설 등에서 차이를 보인다. 일본은 근대화하면서 독일과 미국으로부터 전기 기술을 도입하였는데 독일의 것이 50 Hz, 미국의 것은 60 Hz가 표준이었기 때문이다. 한편 한국은 미국의 기술을 도입하여 60 Hz를 사용하고 있다.
긴키지방은 오래전부터 산업과 상업이 발달한 곳으로 가업으로서 토건 사업을 하다 주식회사로 전환한 곤고구미는 2006년까지 1400년 이상 유지되었다. 근대화 이후 무역의 중심이 요코하마시로 옮겨가면서 상업 침체를 겪기도 하였으나 1960년대 고도성장기에 중화학공업과 석유화학공업을 중심으로 제조업 기반의 경제를 마련하였다. 1990년대 이후 제조업이 쇠퇴하면서 오랜 경기침체를 겪고 있기도 하다.
긴키 경제산업국은 교토부, 오사카부, 시가현, 효고현, 나라현, 와카야마현, 후쿠이현의 2부 5현을 긴키 지방으로 보고 있다. 긴키 경제산업국이 발표한 긴키지방의 경제 개요에서 긴키 지방의 2020년 명목 GDP 892,459억 엔 가운데 1차 산업이  2,993억 엔(0.3 %), 2차 산업이 259,911억 엔(29.1 %), 3차 산업이 620,363억 엔(69.5%)을 구성하고 있다. 3차 산업은 부동산업이 12.6 %, 도소매업이 11.5%로 자영업 비중이 높은 편이다. 전국 제조업 총생산의 16.9%를 차지하는 긴키 지방의 제조업은 오사카부와 효고현에 집중되어 있다. 제조업의 대부분은 석유화학공업 및 기계 공업 부분이다. 총 인구 21,105,589 명에 대한 1인당 소득은 284만 엔이다. 1990년대 이후 긴키 지방은 제조업 총생산량과 기업수, 종사자 수의 모든 면에서 경기 침체를 보이고 있다. 2001년 IT 버블 붕괴 당시 6.7%까지 치솟았던 실업율은 2023년 기준 2.9%로 낮아졌다.

## 같이 보기
- 일본의 지리
- 간사이 문화학술연구도시